# Scipionyx
Scipionyx je rod dinosaura teropoda koji je u Italiji živio tijekom rane krede, prije oko 113 milijuna godina. Otkriven je samo jedan skelet, koji je poznat po tome što ima očuvano meko tkivo i unutrašnje organe. Fosil pripada mladuncu dugom samo nekoliko centimetara. Procijenjeno je da su odrasli dostizali dužinu od 2 metra. Naziv Scipionyx potiče od latinske riječi Scipio i grčke onyx, što znači "Scipiova pandža" (po Scipioneu Breislaku, geologu koji je prvi put opisao formaciju u kojoj je fosil pronađen). Naziv samniticus znači "iz Samniuma" (latinski naziv za područje oko Pietraroje). Primjerak se također često naziva "Skippy", ili "Doggy".

## Otkriće
Scipionyxa je u proljeće 1981. godine otkrio Giovanni Todesco, paleontolog amater, blizu Pietraroje, oko 50 kilometara od Napulja. Fosil se očuvao u pietrarojanskoj vapnenačkoj formaciji, koja je poznata po neobično dobro očuvanim fosilima. Todesco je smatrao da su ostaci pripadali nekoj izumrloj ptici. Nesvjestan važnosti svog otkrića, čuvao je neobični fosil u podrumu svoje kuće do 1992. godine, kada je upoznao dva paleontologa: Cristianoa dal Sassoa i Marcoa Signorea, koji su fosil identificirali kao prvog talijanskog dinosaura. Časopis Oggi je malenom dinosauru dao nadimak Ciro, često ime u Napulju. Godine 1998., Scipionyx je dospio na naslovnu stranu časopisa Nature.

## Klasifikacija
Scipionyx se svrstava kao teropod i pripadnik Coelurosauria. Budući da ostaci pripadaju mladuncu, nije bilo moguće priključiti ovog dinosaura u neku određenu grupu. Osobine Coelurosauria su sacrum (više kralježaka pričvršćenih za kuk) duži nego kod drugih dinosaura, rep koji je pri vrhu ukočen i zakrivljena ulna. Tibia je također duža od femura kod coelurosaura.

## Organi i dišni sustav
Scipionyx se smatra jednim od najvažnijih fosilnih nalaza kralježnjaka ikada, nakon što je "autopsija" otkrila jedinstvenu fosilizaciju jednog dijela njegovih unutrašnjih organa. U vapnencu su ostali očuvani dušnik, iznutrice, jetra i mišići. Jetra je tako dobro očuvana da se smatra da je očuvala oblik i boju koju je imala dok je Scipionyx bio živ. Ovo otkriće ima implikacije jer se pozicija unutrašnjih organa kod dinosaura, prije ovog otkrića, mogla samo nagađati. Ukupna dužina iznutrica (kraća nego se očekivalo) ukazuje na to da je Scipionyx mogao probavljati hranu vrlo efikasno. Neki znanstvenici (Ruben, 1999.) su također predložili da je Scipionyx, na osnovu analize fosila, imao drugačiji dišni sustav nego kod ptica, a sličniji krokodilovom, što se često koristi kao argument protiv ideje da su dinosauri preci ptica. Međutim, istraživanjima Johna Rubena suprotstavili su se mnogi znanstvenici koji tvrde da istraživanje ima propusta.

## Ponašanje
Smatra se da je Scipionyx nastanjivao područje s mnogo plitkih laguna. U njima nije bilo mnogo kisika, što je dovelo do toga da se jedini poznati primjerak Scipionyxa tako dobro očuvao, slično kao i Archaeopteryx iz Njemačke.

## Vanjske poveznice
- Ciro, talijanski dinosaur iz Beneventoa (Sannio)  Arhivirana inačica izvorne stranice od 22. srpnja 2011. (Wayback Machine)
- "U Italiji pronađen mladunac dinosaura s očuvanim mekim tkivom"  Arhivirana inačica izvorne stranice od 13. srpnja 2007. (Wayback Machine)
- Datoteka: Marco Signore i Cristiano dal Sasso pokazuju fosil Scipionyxa.
- Dijagram skeleta Scipionyxa.